# Music Hall
Music Hall foi um selo discográfico argentino, nascido no final dos anos 1950, chegando a ser uma das companhias discográficas mais importantes de Argentina, com um importante catálogo de diversos gêneros, incluindo folk, tango, rock e música clássica.
Editou seu material baixo as etiquetas Music Hall, Sazam e TK.
Em suas primeiras décadas editou discos de folclore e tango, incluindo artistas como Astor Piazzolla, Aníbal Troilo, Leopoldo Federico, Alberto Castillo, entre outros. Assim mesmo realizou edições de música folclórica e de música clássica.
Durante as décadas do 1970 e 1980, foi um dos principais selos do rock argentino, editando discos de Serú Girán, Pappo's Blues, Arco Íris, Miguel Mateos/ZÁS, Marcelo Dupré, entre outros. Tem publicado a maior parte dos álbuns de León Gieco e Gustavo Santaolalla. Também publicou em 1976 o álbum PorSuiGieco, gravado pelo grupo homônimo.
Em 1993, Sicamericana, a sociedade anónima proprietária do selo entrou em quebra e todo seu material ficou paralisado e dentro de um processo judicial.
No ano 2016 o INAMU recuperou o catálogo completo de Music Hall e o selo foi absorvido pelo órgão.